# Aeroportul Dezful
Aeroportul Dezful (IATA: DEF, ICAO: OIAD) este un aeroport din Dezful County⁠(d), Provincia Khuzestan⁠(d), Iran.
Situat la o altitudine de 142 m, aeroportul dispune de o singură pistă. Este operat de Iranian Airports Holding Company⁠(d).